# 石環
石環又稱石灣，是香港的一個海灣，位於新界青衣島西北部，鄰近鑊底灣，現時為青衣西北交匯處的所在地，之前該地則屬於香港聯合船塢的一部份。